# 小野由美子 (声優)
小野 由美子（おの ゆみこ）は、日本のナレーター、フリーアナウンサー、東京メトロの駅自動放送声優、東京スチュワーデス専門学院講師。

## 出演

### テレビ番組
- 「ルックルックこんにちは」 (日本テレビ)
- 「アフタヌーンショー」(テレビ朝日)
- 特選名品館(TBS)

### 駅構内放送
- 東京メトロ日比谷線
- 東京メトロ東西線（旧放送）
- 東京メトロ南北線

| スタブアイコン | サブスタブ | この項目は、まだ閲覧者の調べものの参照としては役立たない、声優（ナレーターを含む）に関連した書きかけの項目です。この項目を加筆・訂正などしてくださる協力者を求めています（P:アニメ/PJ:芸能人）。 |